# Ciril Miernau i Domènech
Ciril Miernau i Domènech   (Viladecans, 16 d'abril de 1924 - Barcelona, 12 de juliol de 2015) fou un futbolista català de les dècades de 1940 i 1950.
Començà la seva carrera a la UA Horta, essent fitxat pel RCD Espanyol el 1947, amb qui debutà a primera divisió. La seva carrera continuà dues temporades al Girona FC i tres al CE Sabadell, totes cinc a segona divisió. La temporada 1953-54 retornà a primera divisió de la mà del CA Osasuna. Els darrers anys de la seva carrera els visqué al CE Manresa, CD Fabra i Coats i CF Gavà.